# Liste der Bodendenkmäler in Titting
Auf dieser Seite sind die Bodendenkmäler in dem oberbayerischen Markt Titting zusammengestellt. Diese Tabelle ist eine Teilliste der Liste der Bodendenkmäler in Bayern. Grundlage ist die Bayerische Denkmalliste, die auf Basis des Bayerischen Denkmalschutzgesetzes vom 1. Oktober 1973 erstmals erstellt wurde und seither durch das Bayerische Landesamt für Denkmalpflege geführt wird. Die folgenden Angaben ersetzen nicht die rechtsverbindliche Auskunft der Denkmalschutzbehörde.

## Bodendenkmäler in Titting
| Lage               | Objekt | Akten-Nr.     | Bild |
| ------------------ | --- | ------------- | ---- |
| Titting (Standort) | Siedlung des Endneolithikums und der frühen Latènezeit.                                                                                        | D-1-6933-0003 |      |
| Titting (Standort) | Grabhügel vorgeschichtlicher Zeitstellung. | D-1-6933-0004 |      |
| Titting (Standort) | Grabhügel der Bronzezeit. | D-1-6933-0005 |      |
| Titting (Standort) | Grabhügel vorgeschichtlicher Zeitstellung. | D-1-6933-0006 |      |
| Titting (Standort) | Grabhügel vorgeschichtlicher Zeitstellung. | D-1-6933-0007 |      |
| Titting (Standort) | Mittelalterlicher Burgstall. | D-1-6933-0008 |      |
| Titting (Standort) | Mittelalterlicher Burgstall und mittelalterliche und frühneuzeitliche Befunde im Bereich der katholischen Filialkirche St. Laurentius in Bürg. | D-1-6933-0011 |      |
| Titting (Standort) | Siedlung des Endneolithikums und des Mittelalters.                                                                                             | D-1-6933-0013 |      |
| Titting (Standort) | Siedlung vor- und frühgeschichtlicher Zeitstellung.                                                                                            | D-1-6933-0014 |      |
| Titting (Standort) | Mittelalterliche und frühneuzeitliche Befunde im Bereich der katholischen Pfarrkirche St. Martin in Emsing.                                    | D-1-6933-0016 |      |
| Titting (Standort) | Mittelalterliche und frühneuzeitliche Befunde im Bereich der katholischen Filialkirche Mariä Heimsuchung in Großnottersdorf.                   | D-1-6933-0019 |      |
| Titting (Standort) | Mittelalterliche und frühneuzeitliche Befunde im Bereich der katholischen Filialkirche St. Johann Baptist in Mantlach.                         | D-1-6933-0020 |      |
| Titting (Standort) | Mittelalterliche und frühneuzeitliche Befunde im Bereich der katholischen Pfarrkirche St. Walburga in Morsbach.                                | D-1-6933-0021 |      |
| Titting (Standort) | Teilstrecke des raetischen Limes. | D-1-7032-0001 |      |
| Titting (Standort) | Römisches Kleinkastell Kaldorf. | D-1-7032-0002 |      |
| Titting (Standort) | Teilstrecke des raetischen Limes. | D-1-7032-0003 |      |
| Titting (Standort) | Römischer Wachtposten 14/56 des Limes. | D-1-7032-0004 |      |
| Titting (Standort) | Römischer Wachtpostens 14/57 des Limes. | D-1-7032-0005 |      |
| Titting (Standort) | Dammstück der Römerstraße Kösching–Pfünz–Weißenburg.                                                                                           | D-1-7032-0025 |      |
| Titting (Standort) | Grabhügel vorgeschichtlicher Zeitstellung. | D-1-7033-0010 |      |
| Titting (Standort) | Grabhügel vorgeschichtlicher Zeitstellung. | D-1-7033-0013 |      |
| Titting (Standort) | Grabhügel vorgeschichtlicher Zeitstellung. | D-1-7033-0014 |      |
| Titting (Standort) | Grabhügel vorgeschichtlicher Zeitstellung. | D-1-7033-0015 |      |
| Titting (Standort) | Grabhügel vorgeschichtlicher Zeitstellung. | D-1-7033-0016 |      |
| Titting (Standort) | Teilstrecke des raetischen Limes. | D-1-7033-0017 |      |
| Titting (Standort) | Römischer Wachtposten 14/66 des Limes. | D-1-7033-0018 |      |
| Titting (Standort) | Römischer Wachtposten 14/67 des Limes. | D-1-7033-0019 |      |
| Titting (Standort) | Römisches Kleinkastell Hegelohe. | D-1-7033-0020 |      |
| Titting (Standort) | Kalkofen der römischen Kaiserzeit. | D-1-7033-0022 |      |
| Titting (Standort) | Römisches Kleinkastell Biebig. | D-1-7033-0023 |      |
| Titting (Standort) | Höhle Furtloch mit steinzeitlichen Funden. | D-1-7033-0024 |      |
| Titting (Standort) | Gräber des Mittelalters oder der Neuzeit. | D-1-7033-0025 |      |
| Titting (Standort) | Teilstrecke des raetischen Limes. | D-1-7033-0027 |      |
| Titting (Standort) | Römischer Wachtposten 14/64 des Limes. | D-1-7033-0028 |      |
| Titting (Standort) | Römischer Wachtposten 14/65 des Limes. | D-1-7033-0029 |      |
| Titting (Standort) | Grabhügel vorgeschichtlicher Zeitstellung. | D-1-7033-0030 |      |
| Titting (Standort) | Teilstrecke des raetischen Limes. | D-1-7033-0031 |      |
| Titting (Standort) | Römischer Wachtposten 14/61 des Limes. | D-1-7033-0032 |      |
| Titting (Standort) | Römischer Wachtposten 14/62 des Limes. | D-1-7033-0033 |      |
| Titting (Standort) | Römischer Wachtposten 14/63 des Limes. | D-1-7033-0034 |      |
| Titting (Standort) | Erzschürfgruben vor- und frühgeschichtlicher Zeitstellung.                                                                                     | D-1-7033-0035 |      |
| Titting (Standort) | Teilstrecke des raetischen Limes. | D-1-7033-0038 |      |
| Titting (Standort) | Römischer Wachtposten 14/58 des Limes. | D-1-7033-0039 |      |
| Titting (Standort) | Römischer Wachtposten 14/59 des Limes. | D-1-7033-0040 |      |
| Titting (Standort) | Römischer Wachtposten 14/60 des Limes. | D-1-7033-0041 |      |
| Titting (Standort) | Grabhügel vorgeschichtlicher Zeitstellung. | D-1-7033-0042 |      |
| Titting (Standort) | Grabhügel der Hallstattzeit. | D-1-7033-0045 |      |
| Titting (Standort) | Grabhügel vorgeschichtlicher Zeitstellung. | D-1-7033-0049 |      |
| Titting (Standort) | Siedlung der späten Hallstattzeit. | D-1-7033-0052 |      |
| Titting (Standort) | Frühmittelalterliches Reihengräberfeld. | D-1-7033-0053 |      |
| Kinding (Standort) | Grabhügel vorgeschichtlicher Zeitstellung. | D-1-7033-0060 |      |
| Titting (Standort) | Mittelalterliche und frühneuzeitliche Befunde im Bereich von Schloss Titting.                                                                  | D-1-7033-0089 |      |
| Titting (Standort) | Mittelalterliche und frühneuzeitliche Befunde im Bereich der Burgruine Brunneck.                                                               | D-1-7033-0090 |      |
| Titting (Standort) | Mittelalterliche und frühneuzeitliche Befunde im Bereich der katholischen Pfarrkirche St. Nikolaus in Altdorf.                                 | D-1-7033-0091 |      |
| Titting (Standort) | Mittelalterliche und frühneuzeitliche Befunde im Bereich der katholischen Pfarrkirche St. Ägidius in Erkertshofen.                             | D-1-7033-0096 |      |
| Titting (Standort) | Mittelalterliche und frühneuzeitliche Befunde im Bereich der katholischen Pfarrkirche St. Michael in Titting.                                  | D-1-7033-0097 |      |
| Titting (Standort) | Mittelalterliche und frühneuzeitliche Befunde im Bereich der katholischen Kapelle St. Martin in Titting.                                       | D-1-7033-0098 |      |
| Titting (Standort) | Mittelalterliche und frühneuzeitliche Befunde im Bereich der katholischen Pfarrkirche St. Andreas in Kaldorf.                                  | D-1-7033-0100 |      |
| Titting (Standort) | Mittelalterliche und frühneuzeitliche Befunde im Bereich der katholischen Filialkirche St. Peter in Petersbuch.                                | D-1-7033-0101 |      |
| Titting (Standort) | Mittelalterliche und frühneuzeitliche Befunde im Bereich der katholischen Filialkirche Hl. Kreuz in Heiligenkreuz.                             | D-1-7033-0102 |      |